# Yandex zelfrijdende auto
De zelfrijdende auto van Yandex Self-Driving Group is een robottaxi-project van het Russische internetbedrijf Yandex. Het eerste bestuurderloze prototype werd gelanceerd in mei 2017. In 2018 werd de service gelanceerd in Rusland, waarna enkele prototypes ook werden getest in Israël en de Verenigde Staten. In 2019 onthulde Yandex autonome bezorgrobots. Deze zijn gebaseerd op dezelfde technologie als de auto's. Sinds 2020 bezorgen deze zelfrijdende robots eten, boodschappen en pakketten in Rusland en de VS. In 2020 werd het project verzelfstandigd tot een afzonderlijk bedrijf, onder de naam Yandex Self-Driving Group (Yandex SDG).

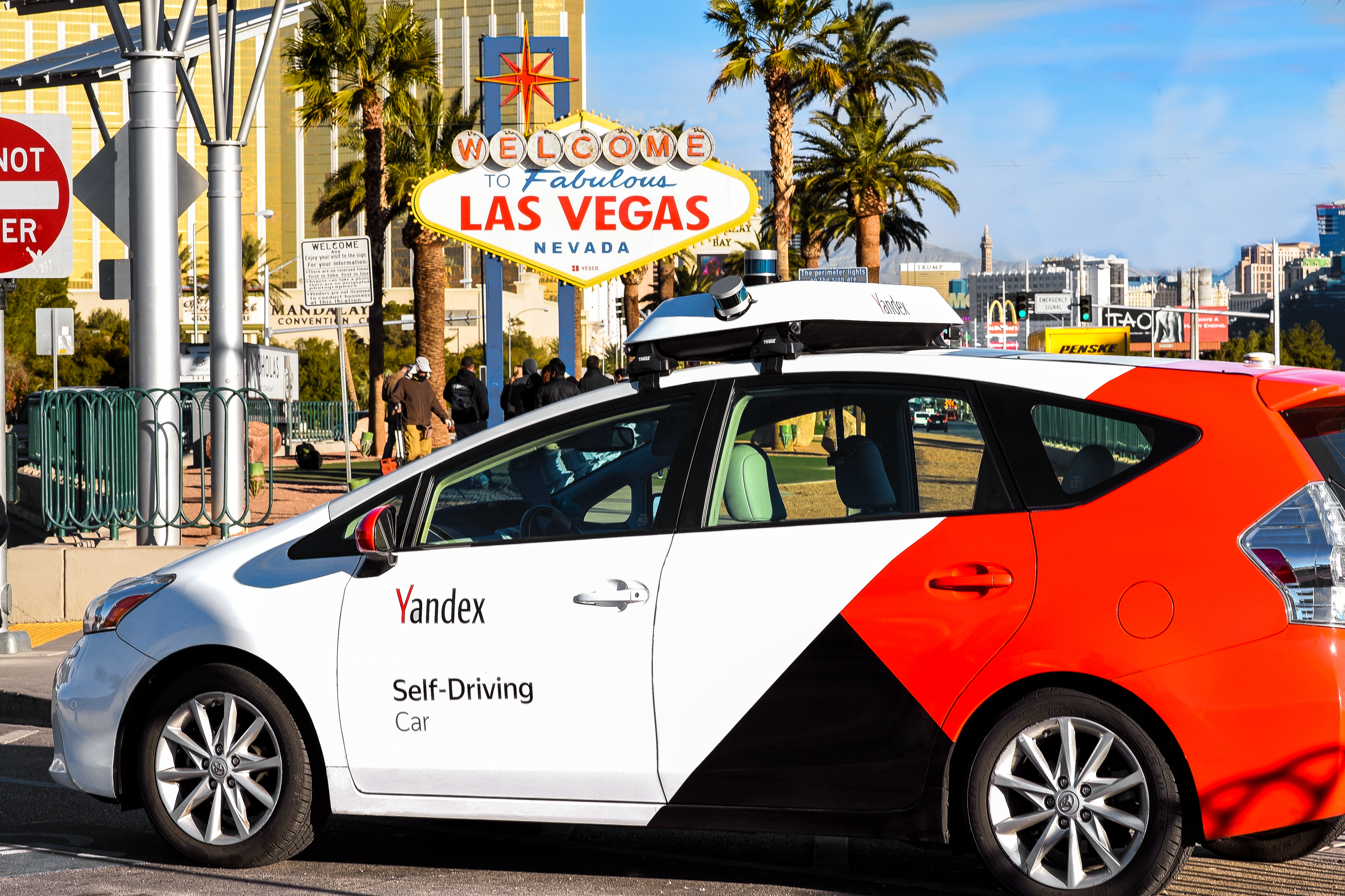
Een auto van Yandex op CES 2019

## Geschiedenis

### 2017
In juni 2017 publiceerde Yandex een video waar een prototype van hun auto zonder bestuurder wordt gedemonstreerd. De auto was een sterk gemodificeerde Toyota Prius+ hybride, uitgerust met drie LiDAR optische afstandssensoren van Velodyne, zes radareenheden, zes camera's en een GNSS-sensor voor navigatie, met Intel CPU's en NVIDIA GPU's die gebruik maken van het GNU-besturingssysteem met een Linux-kernel.
In november 2017 werden de resultaten van een wintertest gepresenteerd. De auto reed met succes over besneeuwde wegen, ondanks de moeilijkere omstandigheden door de sneeuw. Het voertuig reed 300 km op een afgesloten circuit.

### 2018

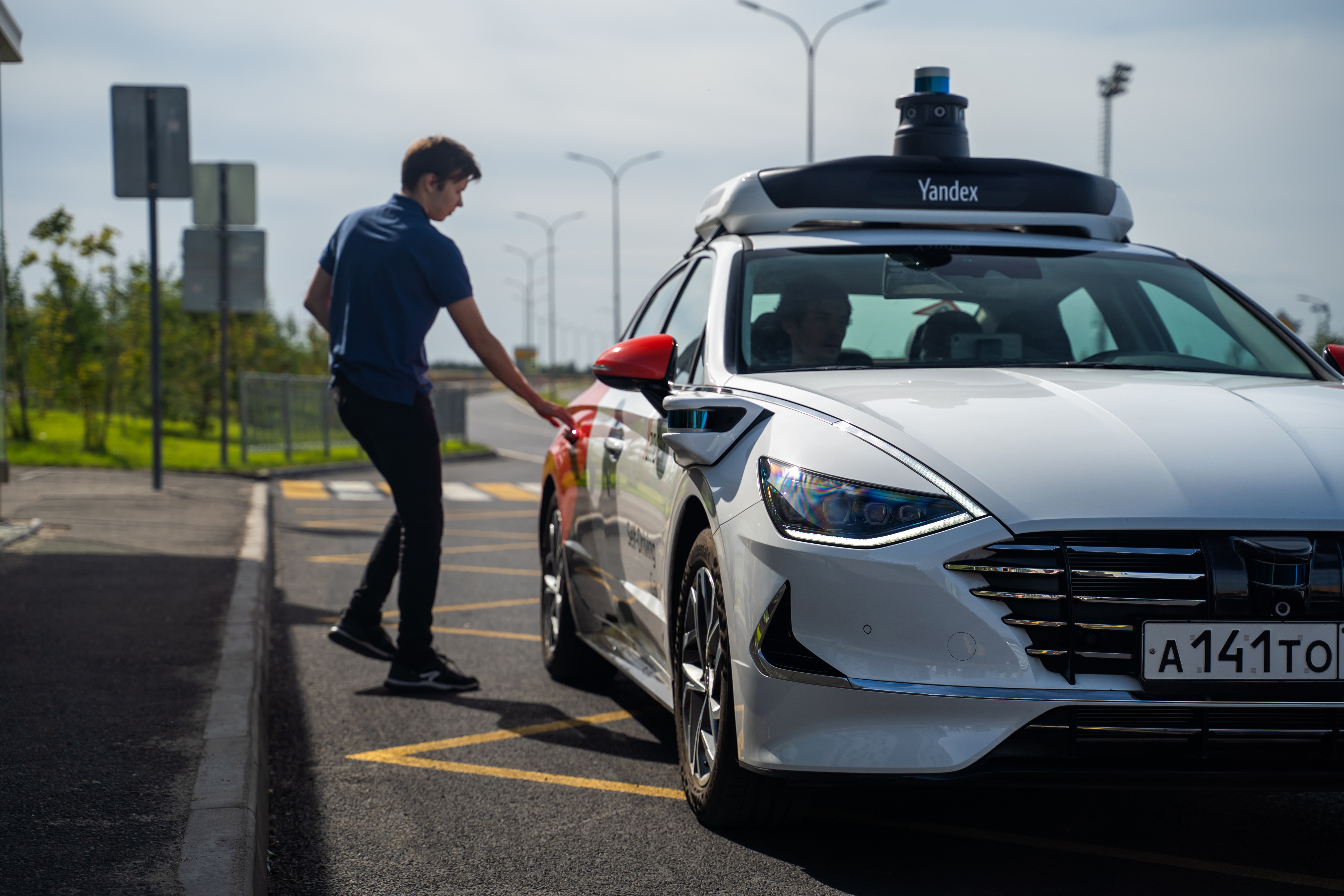
Yandex autonome taxi in Innopolis

De autonome taxidienst werd gelanceerd in augustus 2018 in de universiteitsstad Innopolis, in de West-Russische Republiek Tatarstan. Omdat de dienst nog experimenteel is kan iedereen er gratis gebruik van maken. Er zit niemand achter het stuur tijdens de ritten en Yandex-ingenieurs zitten in het voertuig als veiligheidswaarnemers. In februari 2020 werd bekend dat er meer dan 5.000 autonome passagiersritten zijn gemaakt in Innopolis.
Eind 2018 verkreeg Yandex een licentie om zijn zelfrijdende auto's te testen op de openbare weg in Nevada. Begin 2019 voerden de zelfrijdende auto's demoritten uit voor de gasten van de CES 2019 in Las Vegas. In tegenstelling tot de prototypes van andere bedrijven die op de tentoonstelling werden getoond, reden de auto's van Yandex rond zonder enige menselijke bediening. Er zat geen ingenieur aan het stuur, alleen één op de passagiersstoel om de controle over de auto over te nemen, mocht het toch misgaan. In januari 2020 verzorgde Yandex wederom autonome ritten voor CES-gasten.
In december 2018 kreeg het bedrijf toestemming van het Israëlische Ministerie van Transport om zijn zelfrijdende auto's in delen van het land op de openbare weg te testen. Dit maakt Israël het derde land, na Rusland en de Verenigde Staten, waar het bedrijf zijn zelfrijdende voertuigen mag testen. In september 2019 is het testgebied uitgebreid met het stadscentrum van Tel Aviv.

### 2019
In oktober 2019 kondigde Yandex aan dat zijn zelfrijdende auto's 1 miljoen mijl hadden afgelegd in autonome modus sinds het begon met het testen van de technologie. Andere bedrijven die eerder vergelijkbare of grotere afstanden aankondigden, zijn Waymo, GM Cruise, Baidu en Uber.
In november 2019 presenteerde het bedrijf zijn autonome bezorgrobot, gebaseerd op vrijwel dezelfde technologie als die die het bedrijf gebruikt voor zijn autonome auto's. De robots hebben het formaat van een koffer en navigeren over trottoirs met een snelheid van 5 à 8 kilometer per uur. Als onderdeel van de eerste testfase waren er op de Yandex-campus in Moskou autonome robots aan het werk om kleine pakketten van het ene gebouw naar het andere te transporteren.

### 2020

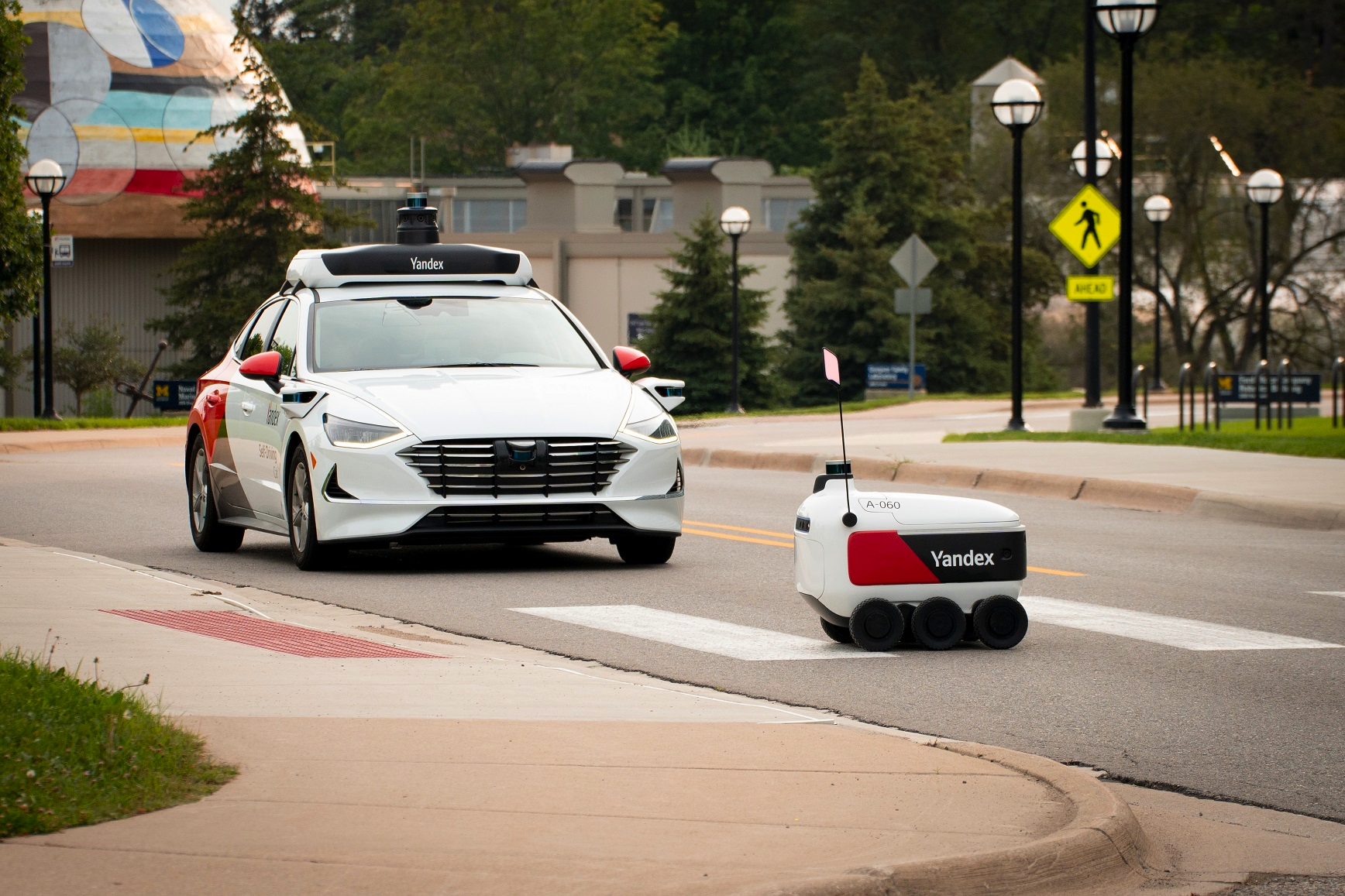
Yandex zelfrijdende auto en autonome bezorgrobot in Ann Arbor

In juni 2020 presenteerde Yandex zijn vierde generatie zelfrijdende auto. Deze auto's zijn gebaseerd op de Hyundai Sonata en ontwikkeld in samenwerking met Hyundai Mobis.
In augustus 2020 opende het bedrijf een testcentrum voor autonome voertuigen in Ann Arbor, Michigan.
In september 2020 werd de afdeling van Yandex die verantwoordelijk is voor autonome voertuigen afgesplitst tot een zelfstandig bedrijf onder de naam Yandex Self-Driving Group (Yandex SDG) en deze ontving onmiddellijk $150 miljoen dollar van het moederbedrijf.

### 2021
In juli 2021 startte Yandex zijn samenwerking met Grubhub voor robotbezorging op Amerikaanse universiteitscampussen. Tegen het einde van 2021 lanceerden de bedrijven autonome robotbezorging aan de Ohio State University en de University of Arizona.
In oktober 2021 kondigde Yandex een samenwerking aan met de Russische Post. Als onderdeel van deze samenwerking begonnen 36 robots autonome leveringen te doen vanuit 27 postkantoren in Moskou.
In november 2021 kondigde het bedrijf aan dat het de LiDARs voor hun autonome voertuigen zelf ging maken.

### 2022
Vanwege de Russische Invasie van Oekraïne maakte Yandex in maart 2022 bekend dat het de werking van zijn autonome taxis in Ann Arbor heeft gepauzeerd en zijn bezorgingspartnerschap met Grubhub heeft beëindigd.

## Zelfrijdende auto's

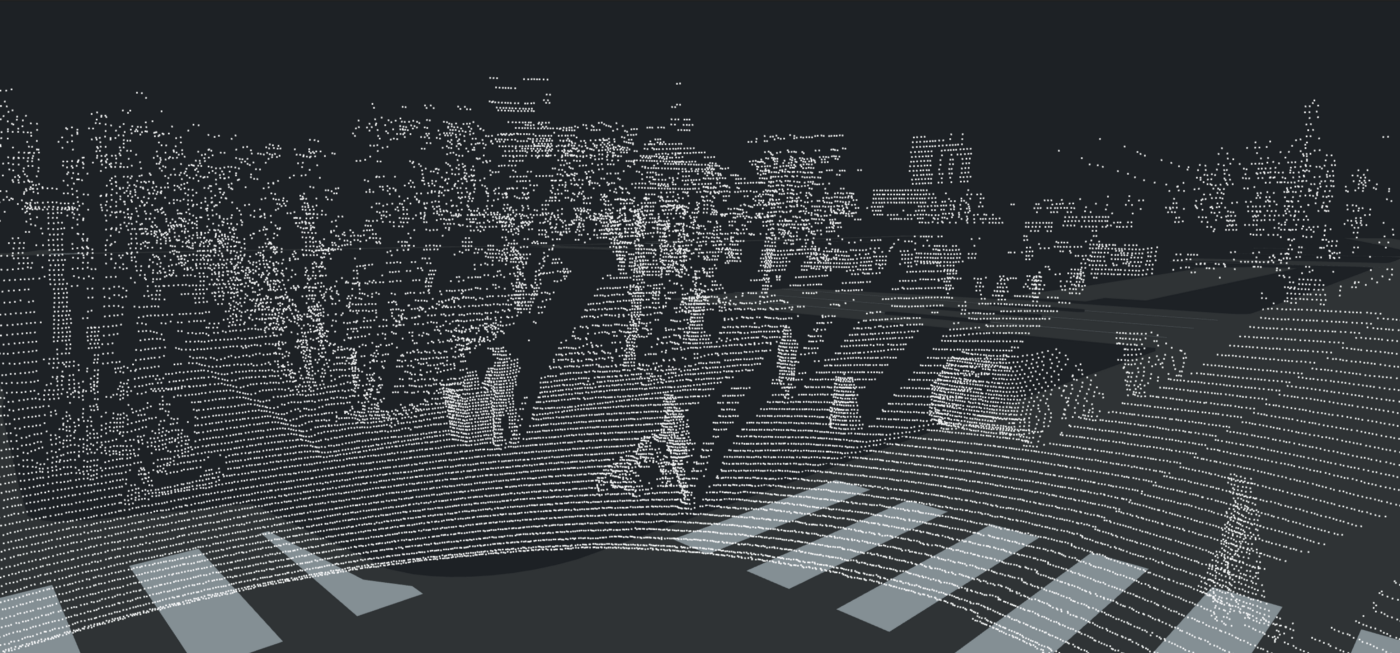
Puntenkaart van Yandex zijn eigen LiDAR sensor

Eind 2021 had Yandex ongeveer 170 autonome voertuigen in zijn vloot, die in totaal al meer dan 14 miljoen kilometer door Rusland, Israël en de Verenigde Staten hebben afgelegd.
De auto's zijn gebaseerd op veel gebruikte automodellen, zoals de Toyota Prius en Hyundai Sonata. Elk voertuig is uitgerust met vier LiDARs, zes radars en 8 tot 12 camera's. Sinds november 2021 gebruikt Yandex zijn eigen LiDARs. Deze kunnen objecten herkennen tot op 500 meter afstand en zijn in staat om het scanpatroon van de omgeving wanneer nodig te veranderen. Zo kunnen ze de dichtheid van de puntenkaart in het gebied dicht rondom het voertuig vergroten wanneer het bijvoorbeeld door een binnenplaats of parkeergarage rijdt, of het bereik vergroten wanneer er met hoge snelheid op de snelweg wordt gereden.
Het grootste deel van de vloot wordt het hele jaar door in Moskou ingezet en wordt hierbij grondig getest in verschillende weersomstandigheden, waaronder harde regen en sneeuw. Het bedrijf onthulde hiervoor enkele technologieën die speciaal zijn ontwikkeld om met slecht weer om te gaan. Deze kunnen bijvoorbeeld reflecties van sneeuwvlokken uit de puntenkaart filteren en ze meten de wrijvingscoëfficiënt voor snelheids- en manoeuvreplanning.

## Autonome bezorgrobots

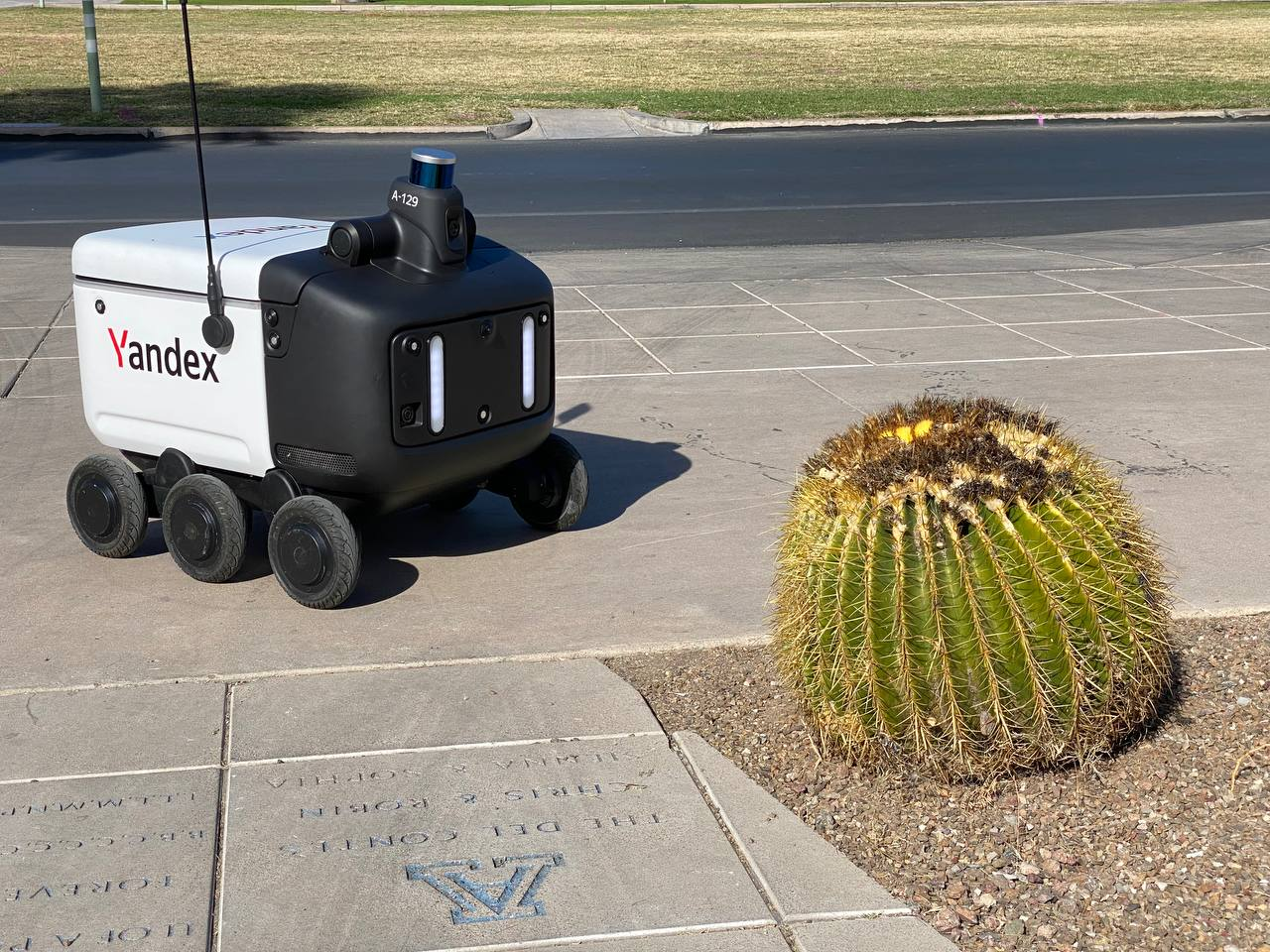
Yandex bezorgrobot die een cactus aanschouwt

Yandex presenteerde eind 2019 de prototypes van zijn autonome bezorgrobots. Deze prototypes leverden documenten tussen gebouwen op de Yandex-campus in Moskou. In mei 2020 werden robots voor het eerst commercieel ingezet in het Skolkovo Innovatiecentrum, waar ze het stadsbestuur hielpen door documenten af te leveren over het hele bedrijvenpark.
Eind 2020 nam Yandex.Eats enkele bezorgrobots op in zijn vloot en begon daarmee eten en boodschappen te bezorgen in delen van Moskou.
Een half jaar later startte Yandex zijn samenwerking met Grubhub voor robotbezorging op Amerikaanse universiteitscampussen. Tegen het einde van 2021 lanceerden de bedrijven autonome robotbezorging aan de Ohio State University en de University of Arizona.
De autonome bezorgrobots van Yandex werken op vrijwel dezelfde technologie als de autonome auto's van het bedrijf. De bezorgrobotsobots zijn uitgerust met dezelfde soorten sensoren als de auto's (LiDARs, radars en camera's), wat betekent dat lokalisatie- en waarnemingsalgoritmen die voor auto's zijn ontwikkeld, hergebruikt kunnen worden. Ook worden veel van de neurale netwerken van de auto's, specifiek om het gedrag en de handelingen van andere verkeersdeelnemers te voorspellen, hergebruikt. Deze netwerken waren in eerste instantie ontwikkeld voor auto's, waarna de gegevens werden getest, aangepast en geïmplementeerd bij de bezorgrobots.
De robots rijden met een snelheid van circa 5 tot 8 kilometer per uur, kunnen zelf over zebrapaden navigeren en verkeerslichten herkennen. De gemiddelde actieve tijd op een enkele batterijlading is ongeveer 8-12 uur. De laatste generatie robots heeft een verwisselbare batterij.

## Samenwerkingen

### Hyundai Mobis

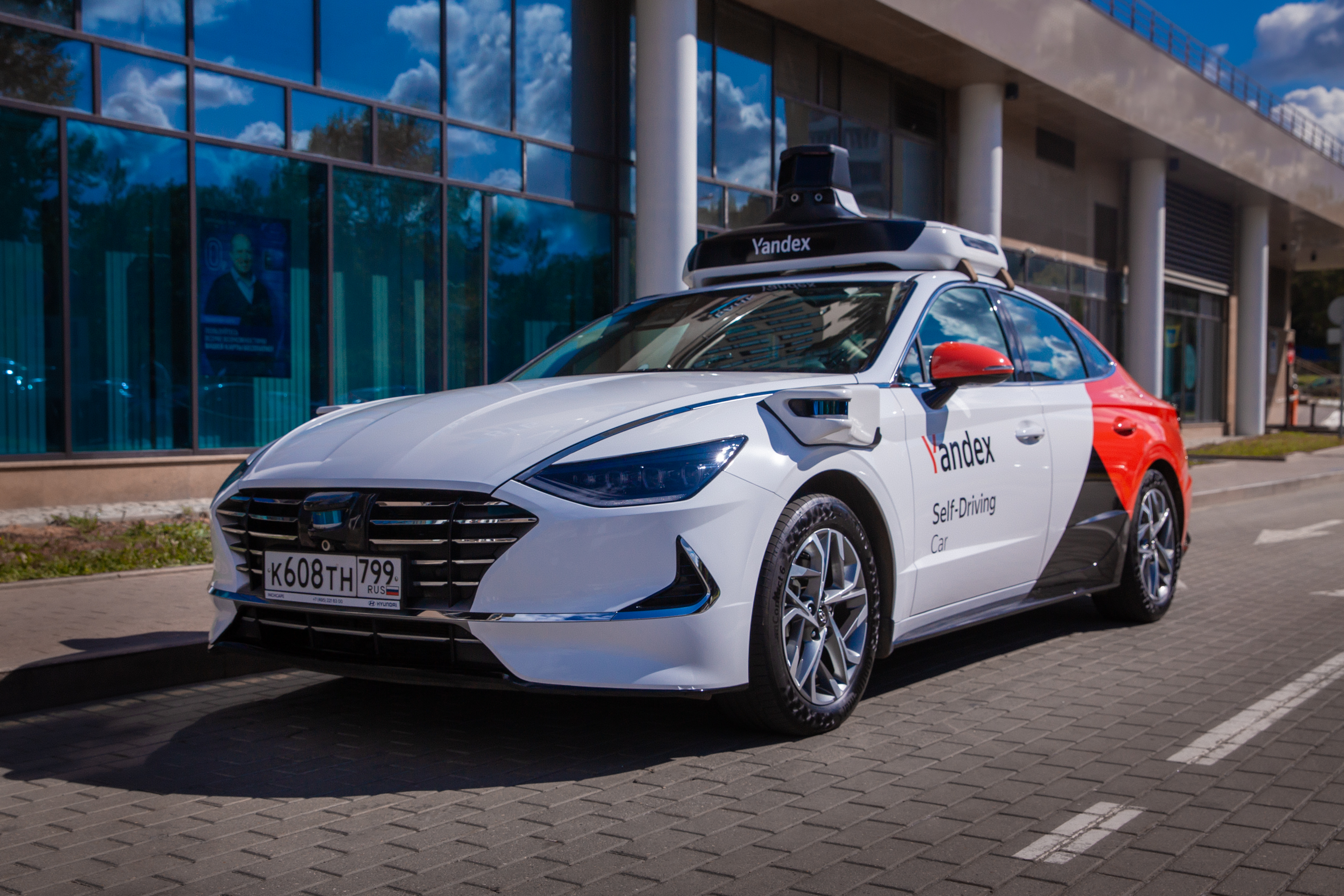
autonome Hyundai Sonata

In maart 2019 tekenden Yandex en Hyundai een overeenkomst om samen te werken aan autonome autosystemen. Samen zullen ze besturingssystemen voor autonome voertuigen ontwikkelen op niveau 4 en 5, wat betekent dat er beperkte tot geen menselijke ingrepen vereist zijn.
Het doel van de samenwerking is om een kant-en-klare oplossing voor autonoom rijden te bieden die door elke andere fabrikant kan worden gebruikt. Het plan was om eind 2019 het eerste prototype van het gezamenlijke project te tonen.
De bedrijven maakten duidelijk dat het mogelijk is om door deze samenwerking de integratie op het gebied van spraak-, navigatie- en kaarttechnologieën ook uit te breiden.
In juli 2019 onthulden Hyundai Mobis en Yandex de zelfrijdende Hyundai Sonata als eerste resultaat van de samenwerking. In juni 2020 presenteerde Yandex de vierde generatie van zijn zelfrijdende auto, nogmaals gebaseerd de Hyundai Sonata.

## Kritiek
Yandex maakt alleen het aantal kilometers bekend dat door auto's in autonome modus is gereden, echter wordt niets bekendgemaakt over hoe vaak er ingegrepen moet worden door een ingenieur.
Net als bij alle andere autonome machines, is de hoeveelheid aan ingrepen cruciaal. Door het ontbreken van een duidelijke standaard voor de gegevens die in de rapporten moeten staan, mogen bedrijven bepaalde incidenten uitsluiten, wat directe vergelijking onmogelijk maakt.